# 科尔蒙
科尔蒙（法語：Cormont，法語發音：[kɔʁmɔ̃]）是法国上法蘭西大區加来海峡省的一个市镇，属于蒙特勒伊区。

## 地理
科尔蒙（50°33'41"N, 1°44'7"E）面积9.71 平方千米，位于法国上法蘭西大區加来海峡省，该省份为法国北部沿海省份，西北濒北海，南至索姆省，东临北部省。
与科尔蒙接壤的市镇（或旧市镇、城区）包括：于贝尔桑、隆维利耶、贝尔尼约勒、弗朗克。

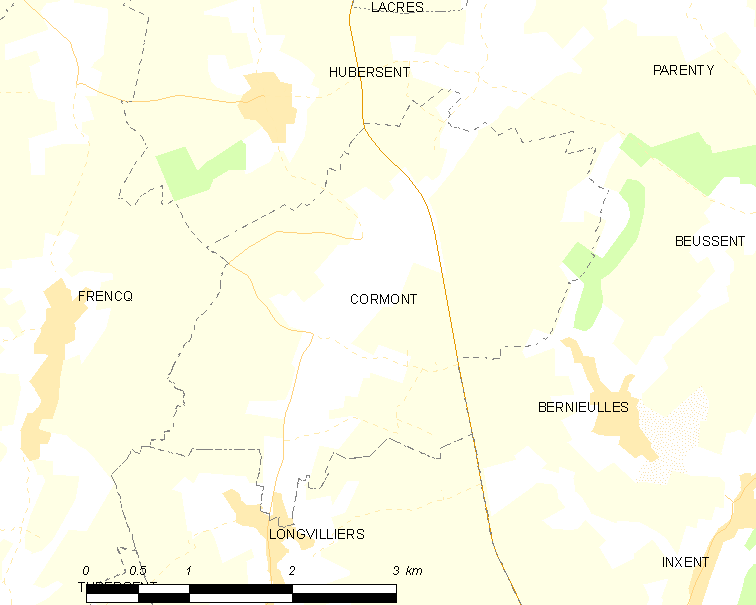
科尔蒙的OSM定位图

科尔蒙的时区为UTC+01:00、UTC+02:00（夏令时）。

## 行政
科尔蒙的邮政编码为62630，INSEE市镇编码为62241。

## 政治
科尔蒙所属的省级选区为埃塔普勒县。

## 人口

1962-2008年间科尔蒙人口变化图示

科尔蒙于2022年1月1日时的人口数量为309人。